# آموزش سلامت مدارس
تعریف آموزش سلامت مدرسه (به انگلیسی: School health education) در سراسر قرن بیست و یکم نمود و گسترش بیشتری یافته‌است. به طور معمول به عنوان آموزش کلاسی در رابطه با موضوعات سلامت و بهداشت در طول ۱۲ سال ابتدایی تحصیلات مورد توجه قرار گرفته‌است. روند عمده تغییر تعاریف آموزش سلامت مدارس، همیشه در حال افزایش بر محور مفهوم تأثیر آموزش مدارس بر رفتار بزرگسالان است. در دهه ۷۰ آموزش سلامت به طور عمده به منظور ارتباط برقرار کردن عملکردهای پزشکی برای کسانی که باید آن‌ها را تجربه و به کار ببرند مشاهده شد؛ آموزشی سلامت برای پرکردن شکاف بین آنچه که بعنوان حالت مطلوب عملکرد سلامت و آنچه که به طور معمول عمل می‌شود تلاش می‌کند.
در تعاریف دهه ۸۰ جای دادن این فهم که آموزش یعنی توانمندسازی فرد، یا به عبارتی اجازه به افراد برای تحصیل آموزش‌هایی جهت تصمیم سازی‌های سلامت شروع شد. سپس آموزش سلامت تبدیل به فرایند کمک رسانی به افراد برای آگاهی از تصمیمات دربارهٔ موضوعاتی شد که بر سلامت فردی و دیگران تأثیر دارد. این تعریف همچنین در طول سال اول پژوهش‌های ملی در رابطه با آموزش سلامت در مدارس ایجاد شد که سرانجام منجر به توافق بیشتر بر رویکرد آموزش جوانان کشور در رابطه با موضوعات سلامت گردید. امروزه آموزش سلامت مدارس به عنوان یک کریکولیوم جامع سلامت در نظر گرفته می‌شود. این آمیزه‌ای از عملکرد مراقبت جامعه، مدارس و بیمار می‌باشد؛ آموزش سلامت پیوستاری از پیشگیری از بیماری و ارتقاء سلامت بهینه برای شناسایی بیماری‌ها جهت درمان هستند، توانبخشی و مراقبت‌های طولانی مدت را شامل می‌شود. این مفهوم اخیراً در ادبیات علمی معاصر به عنوان ارتقاء سلامت توصیه شده‌است، اصطلاحی که به طور قابل تغییری با آموزش سلامت استفاده می‌شود.

## مربی بهداشت مدرسه
در زمینه بهداشت و سلامت در مدارس، نقش وظایف مربی بهداشت بسیار حائز اهمیت است. مربی بهداشت مدارس مسئول ارائه راهنمایی‌ها و آموزش‌های بهداشتی به دانش‌آموزان و کادر آموزشی است.

## وظایف مربی بهداشت مدارس[۴]

### 1. برنامه‌ریزی و اجرای برنامه‌های بهداشتی
مربی بهداشت مدارس مسئول برنامه‌ریزی و اجرای برنامه‌های بهداشتی در مدرسه است. او باید به صورت منظم و مداوم برنامه‌هایی مانند ویزیت‌های دوره‌ای بهداشتی، آموزش بهداشتی، تست‌های ویروس شناسی و پیگیری وضعیت بهداشتی دانش‌آموزان را برنامه‌ریزی و اجرا کند.

### 2. آموزش بهداشت شخصی
مهمترین مسئولیت مربی بهداشت مدارس، آموزش بهداشت شخصی به دانش‌آموزان است. او باید به صورت منظم و با استفاده از روش‌های آموزشی مناسب به دانش‌آموزان مفاهیم و عملیات بهداشت شخصی را آموزش دهد. برای مثال، شستن دست، استفاده صحیح از ماسک، نحوه تمیز کردن و عفونت‌زدایی ابزارها و وسایل.

### 3. پیگیری از بهداشت و سلامت دانش‌آموزان
مربی بهداشت مدارس مسئول پیگیری از وضعیت بهداشت و سلامت دانش‌آموزان است. او باید به صورت منظم و دوره‌ای بهداشتی به دانش‌آموزان مراجعه کرده و وضعیت بهداشتی و سلامتی آنان را بررسی کند. اگر مشکلی وجود داشته باشد، باید توصیه‌ها و راهکارهای لازم را ارائه داده و به پیگیری آنان بپردازد.

### 4. همکاری با کادر آموزشی
مربی بهداشت مدارس باید با کادر آموزشی مدرسه همکاری کند. او باید به آنان راهنمایی‌ها و آموزش‌های لازم در زمینه بهداشت و سلامت ارائه دهد. همچنین، باید با هماهنگی و همکاری با کادر آموزشی، برنامه‌های بهداشتی مدرسه را برگزار کند و نظارت لازم را بر روی اجرای این برنامه‌ها داشته باشد.

### 5. ارتباط با خانواده‌ها
مربی بهداشت مدارس باید با خانواده‌های دانش‌آموزان هم‌اطلاعی داشته باشد و با آنان در ارتباط باشد. او باید به والدین و خانواده‌ها راهنمایی‌ها و توصیه‌های بهداشتی را ارائه داده و به سوالات و نگرانی‌های آنان پاسخ دهد. این ارتباط می‌تواند به بهبود بهداشت و سلامت دانش‌آموزان در محیط خانه نیز کمک کند.